# Riu Major (Albanyà)
El Riu Major és un torrent de la Catalunya del Nord i de les Comarques gironines, que trepitja els termes comunal de Costoja, al Vallespir i municipal d'Albanyà, a l'Alt Empordà.
Neix en el terme de Costoja, a la Coma del Forn, al nord del Roc de Bau, a prop al nord-est del poble de Costoja, des d'on davalla cap al sud-est. Al cap de poc comença a fer de límit entre aquest terme i el d'Albanyà (i, per tant, fa de límit entre les comarques del Vallespir i de l'Alt Empordà, i, com a conseqüència, fa de límit estatal). Al cap d'un tram bastant llarg, entra definitivament en el terme d'Albanyà, fins que s'aboca a la Muga a prop de Pincaró.
Aquest riu fa de límit comunal o municipal, comarcal i estatal entre el vessant nord-est del Puig d'en Roger, on hi ha la fita 543, i el seu capdamunt, d'on puja cap al puig de la Creu del Canonge, on hi ha la fita 544.